# Alan Brennert
Alan Michael Brennert (Englewood, 30 maggio 1954) è uno scrittore, produttore cinematografico e sceneggiatore statunitense.

## Biografia
Alan Brennert è nato da Herbert E. Brennert (uno scrittore di aviazione che ha collaborato con riviste come Skyways e American Helicopter) e Almyra E. Brennert. Brennert è cresciuto a Englewood, nel New Jersey e nel 1973 si è trasferito nel sud della California. Brennert ha conseguito una laurea in inglese all'Università statale della California di Long Beach e successivamente una laurea in sceneggiatura all'Università della California di Los Angeles. Oltre ad avere scritto romanzi, Brennert ha scritto racconti brevi, poesie, sceneggiature e il libretto del musical Weird Romance (con musica di Alan Men e testi di David Spencer).
Ha al suo attivo diversi lavori che gli hanno permesso di ottenere il Premio Emmy nel 1991 per la produzione e la sceneggiatura nella serie televisiva Avvocati a Los Angeles, due altre nomination per l'Emmy, un'altra per un Golden Globe, tre volte per il Writers Guild of America Award, ha ricevuto un People's Choice Award (sempre per Avvocati a Los Angeles) e per il suo racconto breve Ma Qui ha ottenuto un Premio Nebula nel 1992. Brennert ha scritto una serie di acclamate storie di Batman per la DC Comics su Detective Comics e The Brave and the Bold.

## Opere

### Collezioni
- Her Pilgrim Soul and Other Stories (1990)
- Ma Qui and Other Phantoms (1991)
- Weird Romance: Two One-Act Musicals of Speculative Fiction (scritto con Alan Menken e David Spencer, 1993)

### Fantascienza, brevi racconti di
- Nostalgia Tripping (1973)
- The Stars Have All Gone Out (1973)
- In This Image (1974)
- Mirror Watch (1974)
- Touchplate (1974)
- A Winter Memory (1974)
- All the Charms of Sycorax (1975)
- The Second Soul (1976)
- Jamie's Smile (1976)
- Steel (1977)
- Skyghosts and Dusk-Devils (1977)
- Brian in the Dreaming Seat (1977)
- Crown of Thorns (1977)
- Queen of the Magic Kingdom (1980)
- Stage Whisper (1980)
- Eclipse of Reason (1982) with Martin Pasco
- Her Pilgrim Soul (1986)
- Voices in the Earth (1987)
- The Third Sex (1989)
- Healer (1989)
- Sea Change (1990)
- Futures (1991)
- Ma Qui (1991)
- The Girl Who Was Plugged In (Act I) (scritto con James Tiptree, Jr., Alan Menken e David Spencer, 1993)
- Her Pilgrim Soul (Act II) (scritto con Alan Menken e David Spencer, 1993)
- Cradle (1995)
- The Man Who Loved the Sea (1995)
- The Refuge (1996)
- Fantasies (1996)
- Echoes (1997)
- The White City (1999)
- Puowaina (2009)

### Romanzi
- City of Masques (1978)
- Kindred Spirits (1984)
- Time and Chance (1990)
- Moloka'i (2003)
- Honolulu (2009)
- The Brave and the Bold (2009)
- Palisades Park (2013)

### Saggi
- Barry N. Malzberg: A Bibliography (1977)
- Other Voices (1987)
- Introduction (Ma Qui and Other Phantoms) (1991)
- Letter (Science Fiction Eye #9) (1991)
- Introduction: Two Years in the Twilight Zone (New Stories from the Twilight Zone) (1991)
- Letter (Locus #388) (1993)
- Letter (Locus #392) (1993)
- Letter (Locus #406) (1994)
- Robert Hoskins: An Appreciation (1997)
- Letter (Locus #444) (1998)

### Fumetti
- The Brave and the Bold: #178, #181, #182, #197. (1981)-(1983)
- Detective Comics: #500 (1981)

## Filmografia

### Produzione

#### Serie TV
- Avvocati a Los Angeles (22 episodi, 1991-1992)
- Odyssey 5 (8 episodi, 2002-2003)
- Star Trek: Enterprise (11 episodi, 2004-2005)

### Sceneggiatore

#### Film TV
- Il mistero del lago (1998)

#### Serie TV
- Wonder Woman (4 episodi, 1978-1979)
- Buck Rogers (6 episodi, 1979-1980)
- La camera oscura (1 episodio, 1981)
- Fantasilandia (1 episodio, 1983)
- Simon & Simon (5 episodi, 1983-1988)
- The Mississippi (2 episodi, 1984)
- Ai confini della realtà (12 episodi, 1985-1989)
- CBS Summer Playhouse (1 episodio, 1989)
- China Beach (2 episodi, 1989)
- Avvocati a Los Angeles (16 episodi, 1991-1992)
- Oltre i limiti (7 episodi, 1995-2001)
- Odyssey 5 (1 episodio, 2002)
- Stargate Atlantis (1 episodio, 2004)
- Star Trek: Enterprise (2 episodi, 2004-2005)